# Megafauna del Pleistoceno

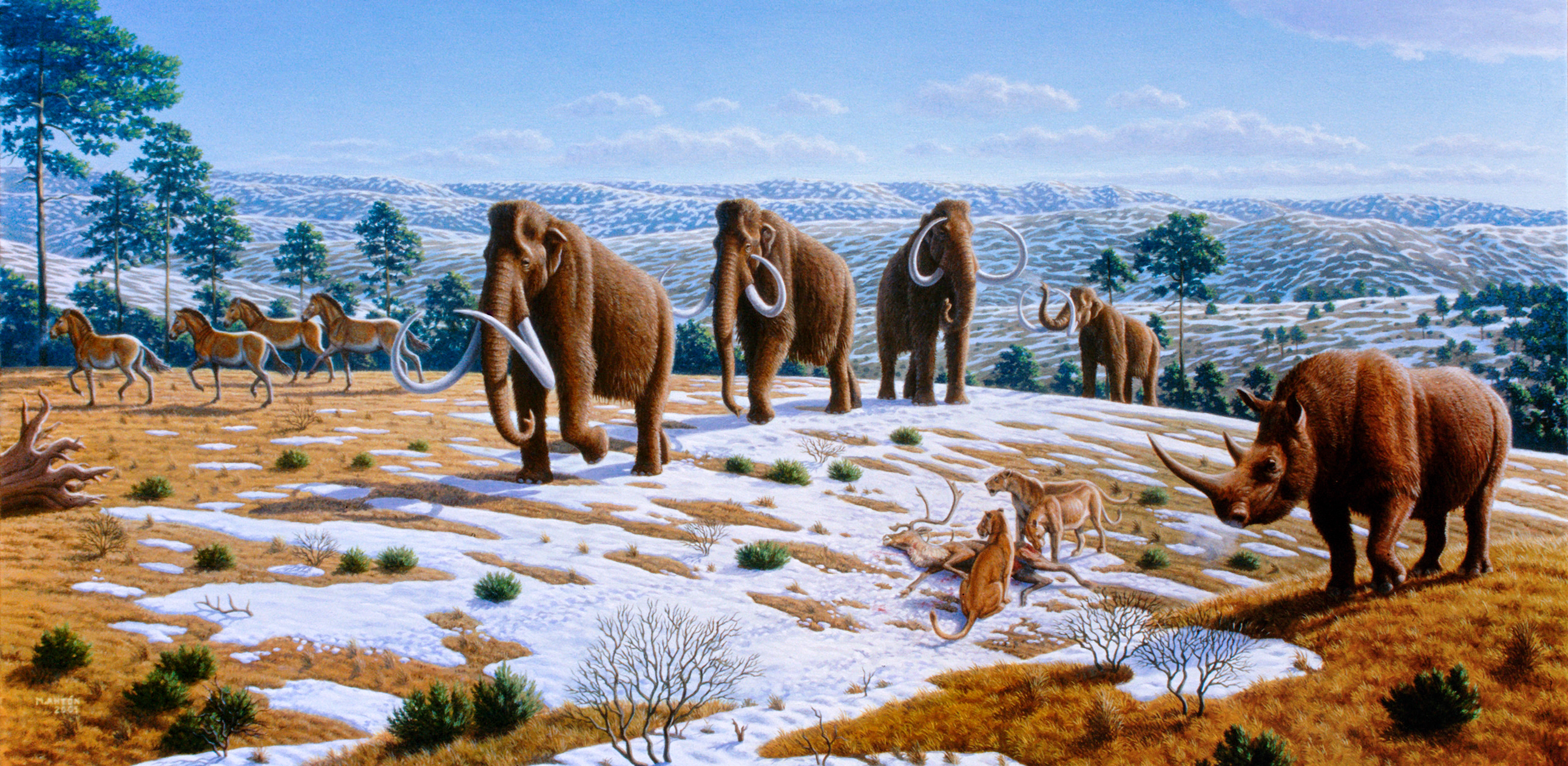
Recreación de una escena del Pleistoceno tardío en el norte de España, por Mauricio Antón.

La megafauna del Pleistoceno es el conjunto de animales de gran tamaño (megafauna) que vivieron en la Tierra durante la época del Pleistoceno. La mayor parte de la megafauna del Pleistoceno fuera de África se extinguió durante el evento de extinción del Cuaternario durante el Pleistoceno tardío, lo que provocó cambios sustanciales en los ecosistemas a nivel mundial. 
El papel de los humanos en la extinción de la megafauna del Pleistoceno es controvertido. La definición precisa de megafauna es controvertida, aunque una definición común es cualquier animal con un peso corporal adulto de más de 45 kilogramos (99 libras).